# Šarangskij rajon
Lo Šarangskij raion (in russo Шарангский район?) è un rajon dell'Oblast' di Nižnij Novgorod, nella Russia europea; il capoluogo è Šaranga.